# Kunzea
Kunzea (Rchb., 1828) è un genere di piante appartenente alla famiglia delle Myrtaceae, diffuso in Australia e Nuova Zelanda.

## Tassonomia
All'interno del genere Kunzea sono incluse le seguenti 62 specie:
- Kunzea acicularis Toelken & G.F.Craig
- Kunzea acuminata Toelken
- Kunzea affinis S.Moore
- Kunzea amathicola de Lange & Toelken
- Kunzea ambigua (Sm.) Druce
- Kunzea aristulata Toelken
- Kunzea axillaris Toelken
- Kunzea badjaensis Toelken
- Kunzea baxteri (Klotzsch) Schauer
- Kunzea bracteolata Maiden & Betche
- Kunzea caduca Toelken
- Kunzea calida F.Muell.
- Kunzea cambagei Maiden & Betche
- Kunzea capitata (Sm.) Heynh.
- Kunzea ciliata Toelken
- Kunzea cincinnata Toelken
- Kunzea clavata Toelken
- Kunzea dactylota Toelken
- Kunzea ericifolia (Sm.) Heynh.
- Kunzea ericoides (A.Rich.) Joy Thomps.
- Kunzea eriocalyx F.Muell.
- Kunzea flavescens C.T.White & W.D.Francis
- Kunzea glabrescens Toelken
- Kunzea graniticola Byrnes
- Kunzea jucunda Diels & E.Pritz.
- Kunzea juniperoides Toelken
- Kunzea leptospermoides F.Muell. ex Miq.
- Kunzea linearis (Kirk) de Lange & Toelken
- Kunzea micrantha Schauer
- Kunzea micromera Schauer
- Kunzea montana (Diels) Domin
- Kunzea muelleri Benth.
- Kunzea newbeyi Toelken
- Kunzea obovata Byrnes
- Kunzea occidentalis Toelken
- Kunzea opposita F.Muell.
- Kunzea parvifolia Schauer
- Kunzea pauciflora Schauer
- Kunzea peduncularis F.Muell.
- Kunzea petrophila Toelken
- Kunzea phylicoides (A.Cunn. ex Schauer) Druce
- Kunzea pomifera F.Muell.
- Kunzea praestans Schauer
- Kunzea preissiana Schauer
- Kunzea pulchella (Lindl.) A.S.George
- Kunzea recurva Schauer
- Kunzea robusta de Lange & Toelken
- Kunzea × rosea (Turcz.) Govaerts
- Kunzea rostrata Toelken
- Kunzea rupestris Blakely
- Kunzea salina (Trudgen & Keighery) Toelken & de Lange
- Kunzea salterae de Lange
- Kunzea sericothrix Toelken
- Kunzea serotina de Lange & Toelken
- Kunzea similis Toelken
- Kunzea sinclairii (Kirk) W.Harris
- Kunzea spathulata Toelken
- Kunzea × squarrosa Turcz.
- Kunzea strigosa Toelken & G.F.Craig
- Kunzea sulphurea Tovey & P.Morris
- Kunzea tenuicaulis de Lange
- Kunzea toelkenii de Lange
- Kunzea triregensis de Lange
- Kunzea truncata Toelken